# Svenska Biljardförbundet
Svenska Biljardförbundet är ett specialidrottsförbund för biljard. Bildat 1940 och invalt i Riksidrottsförbundet 1973. Förbundets kansli ligger i Idrottens hus i Stockholm.